# Arroyo de la Luz
Arroyo de la Luz és un municipi de la província de Càceres, a la comunitat autònoma d'Extremadura (Espanya). Té uns 6 mil habitants.
Des del 2006 té un polígon industrial, anomenat 1 de Mayo, que va aparèixer per esforç de l'ajuntament. Tres anys després, aquesta zona està en mans d'empresaris del lloc i en plena activitat econòmica.
Hi destaca la pràctica oficial de l'esport del voleibol, des de la seua introducció a la població per José Fragoso Lucas.
L'altra competició que es fa al poble és la pesca.